# Järnväg i Danmark

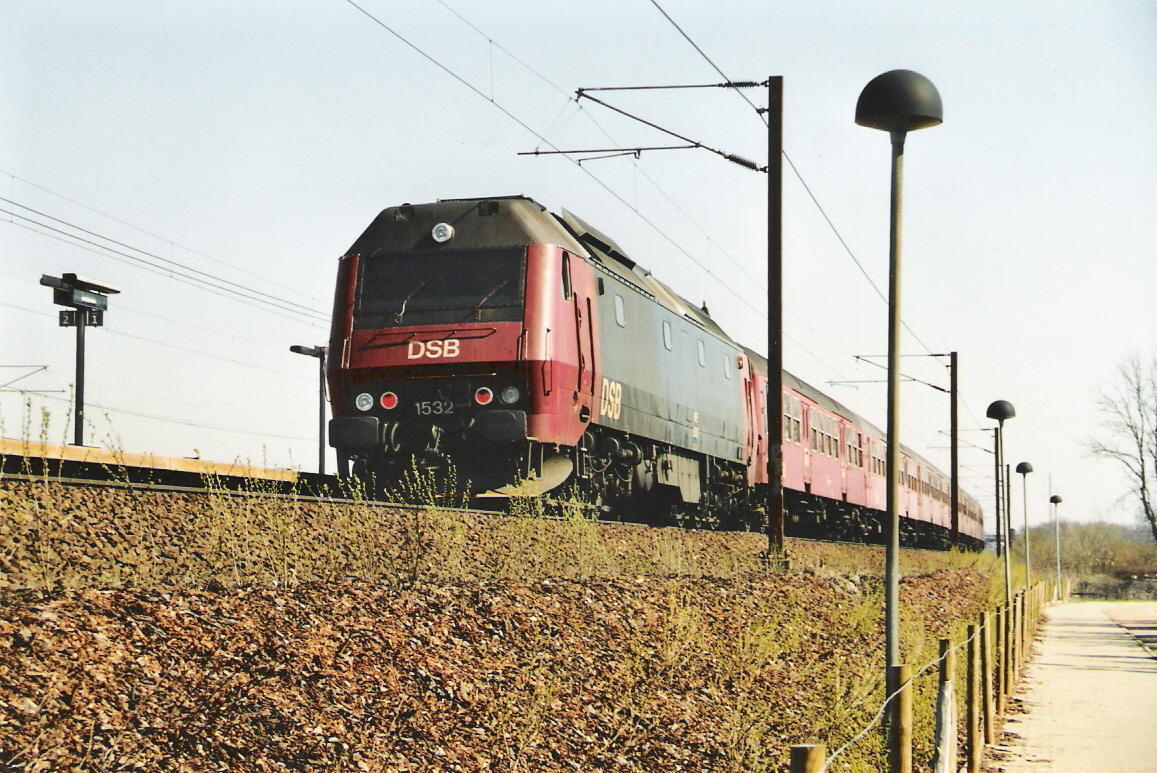
DSB-tåg öster om Roskilde

Järnvägar i västra Danmark. Se :Kategori:Järnvägslinjer i Danmark för att nå artiklar.

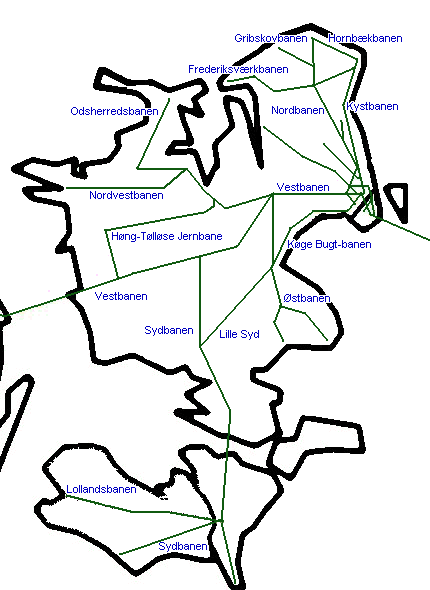
Järnvägar i östra Danmark. Se :Kategori:Järnvägslinjer i Danmark för att nå artiklar.

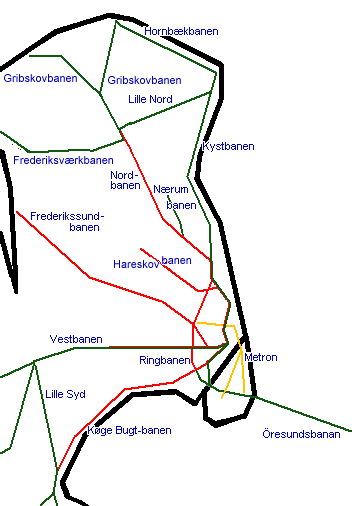
Järnvägar i och kring Köpenhamn. Rött=S-tog-banor. Se :Kategori:Järnvägslinjer i Danmark för att nå artiklar.

Danmarks järnvägsnät består av mer än 2 000 km järnvägslinjer, varav endast Köpenhamns S-bana (pendeltåg), Tinglev-Sønderborg, Lunderskov-Esbjerg, Köpenhamn-Köge-Ringsted, Tinglev-Sönderborg och Helsingör-Köpenhamn-Padborg (vid gränsen mot Tyskland) är elektrifierade.
De flesta tågen är persontåg men en stor del av godstrafiken mellan Sverige och Tyskland går även den genom Danmark.
Underhåll och drift av de danska järnvägarna sköts till största delen av Banedanmark. Man delar även mot en avgift ut plats på rälsen (tåglägen) för de företag som vill frakta gods eller passagerare. De flesta tågen körs av DSB men på Jylland körs vissa linjer av företaget GoCollective. Godstransporterna sköts till största delen av Railion, men även andra operatörer tar hand om en ansenlig del av inrikestrafiken.
Se Kategori:Järnvägslinjer i Danmark för en lista med artiklar om olika banor.

## Spår
De danska järnvägarna består av normalspår (1 435 mm) förra danskaspår (1 422 mm), med undantag av några museijärnvägar som använder smalspår. Tidigare var 1 067 mm och 1 000 mm vanligt på mindre linjer och 711 mm och 700 mm på industrijärnvägar. De flesta smalspårbanorna avskaffades under 1950- och 60-talen.
Största tillåtna hastighet på huvudlinjerna är generellt 180 km/h, men på det mer glest trafikerade nätet är maxhastigheten mellan 75 och 120 km/h. På huvudbanorna används betongslipers, på sidolinjerna är det träslipers som gäller.
Åren 2002-2003 gjorde Banedanmark en undersökning av hur gamla de slipers som används är. Resultatet var nedslående; medelåldern var 24 istället för rekommenderade 20 år.

### Dubbelspår och flerspår
Danmark som är ganska tätbefolkat har mycket dubbelspår. Bland annat Köpenhamn-Fredericia-Ålborg, Fredericia-Esbjerg, Ringsted-Vordingborg, Helsingör-Klampenborg och Köpenhamn-Öresundsbron, samt hela S-tågsnätet i Köpenhamnsregionen.
I Köpenhamn finns fyrspår Klampenborg–København H–Roskilde, och där används de två norra/västra spåren för pendeltåg (S-tåg) och de andra för övriga tåg.

### Elektrifiering
Danmark var sent då det gäller elektrifiering av dess järnvägar. Det politiska beslutet om en elektrifiering av huvudnätet togs först 1979. Den första sådan linje som elektrifierades var Köpenhamn-Helsingör 1986, följd av huvudlinjen över Själland, Fyn och Sønderjylland under 1980- och 90-talen. Eltåg kördes väster om Stora Bält först efter förbindelsens öppning 1997. Ännu 2012 nås inte Århus av elektrifierad järnväg. Däremot elektrifierades en del lokaltågslinjer runt Köpenhamn redan 1934, 1 500 V likström (kontaktledning). De har kvar det och utgör nu ett separat nät, Köpenhamns S-tog. Köpenhamns Metro (från år 2002) använder 750 V likström från en strömskena.
Kontaktledningen på huvudlinjerna håller en spänning på 25 kV 50 Hz. Ledningarna på Tysklands och Sveriges järnvägsnät håller dock 15 kV 16 2/3 Hz, men de lok som används för dessa transporter är utrustade för att klara av båda spänningarna.
Danmark fortsätter satsa på dieseltåg, trots begynnande elektrifiering. Man har beställt nya snabba dieseltåg, kallade IC4, som ska gå i 200 km/h och korta restiderna. De är kraftigt försenade från tillverkaren, flera år, bland annat eftersom DSB har många egna krav som inte är så vanliga och varit svåra att uppfylla.
I samband med problemen med IC4, höjs nu (2008) många röster att man ska elektrifiera ytterligare huvudbanor, framför allt Fredericia-Ålborg och Kolding-Esbjerg och köra eltåg där, som är mer väletablerade produkter hos tillverkarna. Man skulle också behöva anpassa kraven på tågen att mer likna andra länder. Regeringen har 2009 bestämt sig för att avvakta flera år med mer elektrifiering. Det krävs nämligen en stor ombyggnad av signalsystemet på sträckor som elektrifieras och då väntar man hellre tills det nya signalsystemet ERTMS införs.

### Säkerhet och signaler
Huvudlinjerna utrustades med ATC under 1990-talet.Ett förenklat system av ATC används på vissa sidolinjer. 1975 infördes HKT, ett system med hyttsignaler, på pendeltågen. På vissa linjer används en förenklad version, kallad forenklet HKT (F-HKT).
Banedanmark har beslutat att byta ut signalsystemet mot det moderna sameuropeiska systemet ERTMS. Systemet medger högre turtäthet och säkring för framtiden. Det ska ske under 2010-talet, uppskjutet till perioden 2018-2030. För S-tågen (pendeltågen) ska istället CBTC(en), ett modernt system avsett för tunnelbanor installeras. Dessa tåg har helt egna spår och kan jämföras med ett tunnelbanesystem.

## Tåg
Köpenhamn är ett centrum för tågtrafiken i Danmark (staden har ju en tredjedel av invånarantalet).
Det går fjärrtåg från Köpenhamn till alla delar av landet (utom öar utan tåg), inklusive via Stora Bältförbindelsen till Fyn och Jylland.
Det går också internationella tåg. Bland annat de storregionala Öresundstågen till bland annat Malmö, Helsingborg, Göteborg, Kalmar, Karlskrona. Fram till 2017 körde DSB anslutningståg till Bornholmsfärjan i Ystad med samma typ av tåg (ET) som X31 i Öresundstågen. Det finns också dagtåg till Hamburg.
Det finns också regionaltåg olika landsdelar, bland annat räknas Öresundstågen som det inom Danmark. Se Regionaltog på danska för en lista. I Köpenhamnsregionen finns ett stort pendeltågsnät som kallas Köpenhamns S-tog. Det går på egna spår med egna tekniska system bland annat för elmatning. Dessutom finns ett tunnelbanesystem kallat Metro som räknas som järnväg i Danmark.
På grund av brist på plats på Københavns Hovedbanegård vänder de flesta tågen inte där, utan på antingen Kastrup, Østerport eller Helsingör.

### Nattåg
När Stora Bältbron öppnades 1998 upphörde nattågstrafik inom Danmark. Danmark är ett genomfartsland för nattågstrafiken mellan Sverige och Tyskland, både Snälltåget och SJ kör nattåg mellan Stockholm och Hamburg/Berlin via Danmark. Dessa tåg har resandeutbyte på ett antal danska stationer.